# Мікеле Пацієнца
Мікеле Пацієнца (італ. Michele Pazienza, нар. 5 серпня 1982, Сан-Северо) — італійський футболіст, що грав на позиції півзахисника. По завершенні ігрової кар'єри — тренер. Виступав за низку італійських клубів. Володар Суперкубка Італії з футболу.

## Ігрова кар'єра
Мікеле Пацієнца народився 1982 року в місті Сан-Северо, та є вихованцем юнацької команди футбольного клубу «Фоджа». У 1999 році Пацієнца розпочав грати за першу команду клубу «Фоджа», в якій грав до 2003 року, взявши участь у 88 матчах чемпіонату. Протягом 2003—2005 років футболіст грав у складі клубу «Удінезе».
У 2005 році Пацієнца перейшов до складу клубу «Фіорентина», в якому грав до 2008 року. У 2008 році півзахисник перейшов до клубу «Наполі», у якому виступав до 2011 року. У 2011 році футболіст перейшов до складу туринського «Ювентуса», проте гравцем основи в ньому не став, і туринський клуб віддав футболіста в оренду до «Удінезе».
У 2012 році Мікеле Пацієнца перейшов до клубу «Болонья», проте в ньому так і не став гравцем основного складу, і в 2015 році перейшов до складу клубу «Віченца». У 2016 році футболіст перейшов до клубу «Реджяна», проте вже за пів року став гравцем клубу «Манфредонія», у складі якого в 2017 році завершив виступи на футбольних полях.

## Кар'єра тренера
Відразуу ж по завершенні кар'єри гравця Мікеле Пацієнца розпочав тренерську кар'єру, і 2017 році увійшов до тренерського штабу клубу «Піза». Пізніше в цьому ж році Пацієнца очолив клуб «Піза», в якому працював до 2018 року. У листопаді 2018 року тренер очолив клуб «Сіракуза», проте вже в грудні покинув свій пост.
У 2020 році Пацієнца очолив клуб «Чериньйола», в якому працював до 2023 року. У 2023 році тренером очолив команду «Авелліно», в якій працював до 2024 року. 5 лютого 2025 року Мікеле Пацієнца став головним тренером команди Серії C «Беневенто», проте вже 11 березня залишив клуб.

## Титули і досягнення

### Як гравця
- Володар Суперкубка Італії з футболу (1):

«Ювентус»: 2012